# Antoni Mas i Forners
Antoni Mas i Forners   (Santa Margalida, 1968) és un historiador mallorquí especialitzat en la història medieval de Mallorca.
És llicenciat i doctor en Història per la Universitat de les Illes Balears. Des del 2005, exerceix de professor associat d'Història Medieval a la mateixa universitat, com a membre del Departament de Ciències Històriques i Teories de les Arts.
La seva obra acadèmica és extensa, ja que ha signat vora noranta publicacions especialitzades, algunes tot sol i d'altres en coautoria amb diferents investigadors. Un dels seus àmbits de recerca principals és la història medieval de Mallorca. Entre d'altres, ha estudiat la història i la cultura local de la seva vila natal, Santa Margalida, així com l'esclavitud a Mallorca i la relació entre l'illa i els municipis valencians de Tàrbena i Xaló arran de la immigració de mallorquins al Regne de València el segle xvii. També ha tractat temes com els fills bastards de pare cristià i mare esclava i la història local de Vilafranca de Bonany. Més enllà de la història medieval, ha indagat en història moderna, sociolingüística històrica, cultura popular i antropologia.
El 2005, va obtenir el premi Miquel dels Sants Oliver de l'Obra Cultural Balear per l'obra Esclaus i catalans: Esclavitud i segregació a Mallorca durant els segles XIV i XV. El 2019, va rebre el premi Mallorca d’Assaig 2019, atorgat pel Consell de Mallorca, gràcies al treball Llengua, terra, pàtria i nació: L'evolució de la consciència lingüística i etnocultural entre els cristians de l’illa de Mallorca (segles XIV-XVII). L'any següent, Edicions Documenta Balear l'hi va publicar amb un pròleg del filòleg valencià Antoni Ferrando. El llibre va ser fruit de més de 25 anys d'investigació, ja que era un tema poc documentat.